# Pecos River
Der Rio Pecos oder kurz Pecos ist ein 1560 km langer linker Nebenfluss des Rio Grande in den US-Bundesstaaten New Mexico und Texas. In der zweiten Hälfte des 19. Jahrhunderts bezeichnete der Begriff „Westlich des Pecos“ die rauen Grenzgebiete des Wilden Westens.

## Verlauf
Der Rio Pecos entspringt in den Santa Fe Mountains knapp 50 km nordöstlich von Santa Fe auf einer Höhe von 3550 m. Er durchquert in überwiegend südlicher bis südöstlicher Richtung eine steppenähnliche Landschaft im Südosten von New Mexico. Der Rio Pecos wird an mehreren Stellen aufgestaut. Ein Teil des Flusswassers wird zur Bewässerung der umliegenden Felder abgeleitet. Bei Flusskilometer 1300 befindet sich die Santa-Rosa-Talsperre (⊙). Bei Flusskilometer 1208 befindet sich die Talsperre des Sumner-Stausees (⊙). Bei Flusskilometer 830 befindet sich der „Brantley Dam“ (⊙). Bei Flusskilometer 810 befindet sich der „Avalon Dam“ (⊙). Bei Flusskilometer 800 durchfließt der Rio Pecos die Stadt Carlsbad. Bei Flusskilometer 790 befindet sich der „Six Mile Dam“ (⊙) am Flusslauf.
Bei Flusskilometer 489 überquert der Pecos River die Grenze zu Texas. Bei Flusskilometer 686 befindet sich die Red Bluff-Talsperre (⊙). Bei Flusskilometer 342 passiert der Rio Pecos noch die Kleinstadt Pecos (Texas) und mündet schließlich in der Nähe von Del Rio in den von der Amistad-Talsperre aufgestauten Rio Grande. Der Rio Pecos entwässert ein Gebiet von 114.700 km². New Mexico und Texas stritten in der Vergangenheit über die Wasserrechte am Fluss, bis die Regierung der Vereinigten Staaten in Washington den Streit im Jahre 1949 schlichtete.

## Trivia
Roy Bean, Saloon-Besitzer und selbsternannter Richter, erklärte sich zum „Gesetz westlich des Pecos“ („Law West of the Pecos“).

## Künstlerische Rezeption

### Belletristik
Karl May erzählt in seinen Büchern über Winnetou, den Häuptling der Mescalero-Apachen, dass dieser mit seinem Stamm am Rio Pecos in einem Pueblo gelebt habe.

### Comic
Der 31. Band der Comic-Reihe Lucky Luke mit dem Titel Der Richter handelt von Roy Bean, dem selbsternannten „Gesetz westlich des Pecos“. 

## Bilder

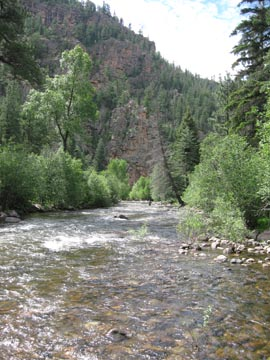
Oberlauf im San Miguel County
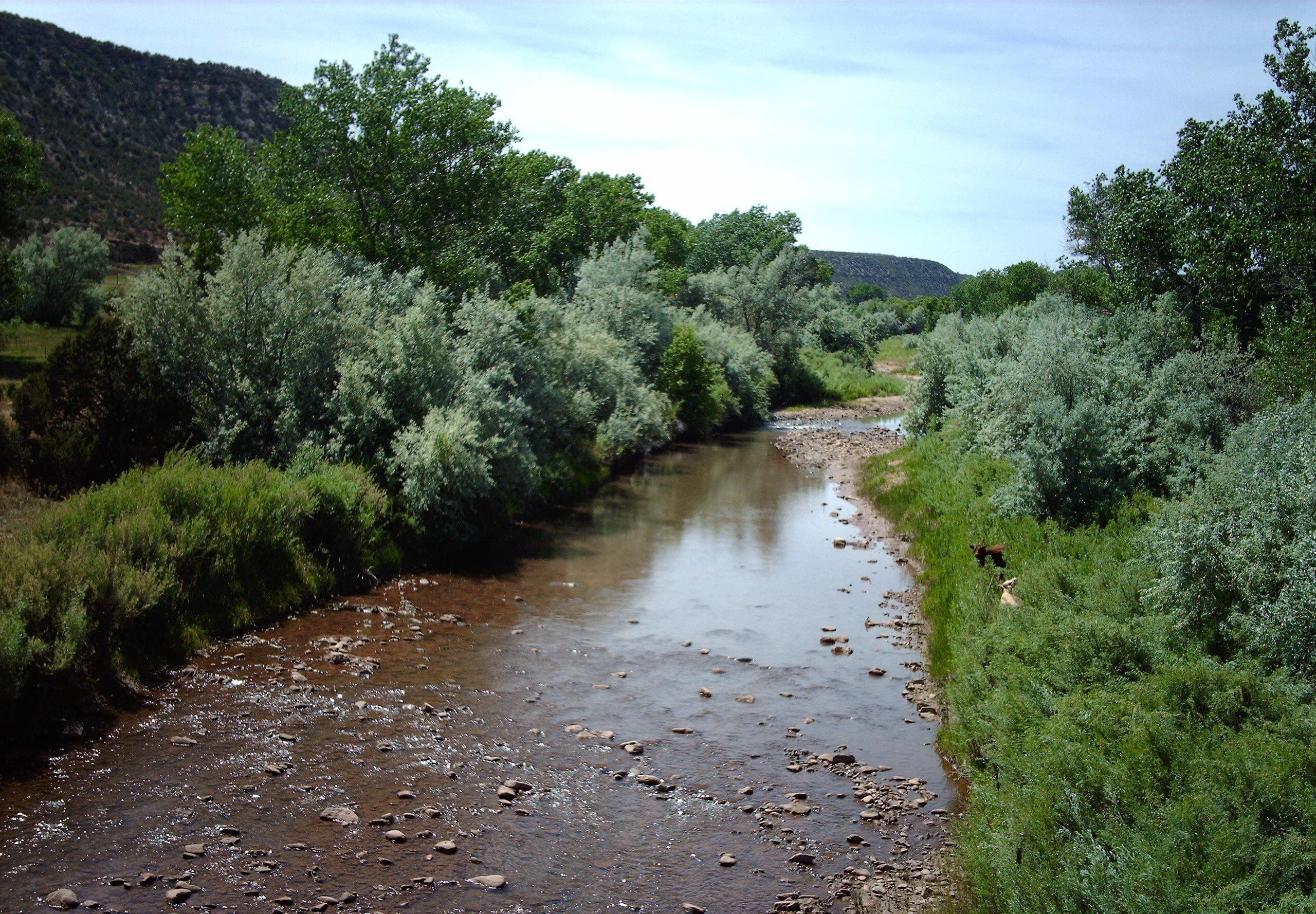
Oberlauf nahe Villanueva
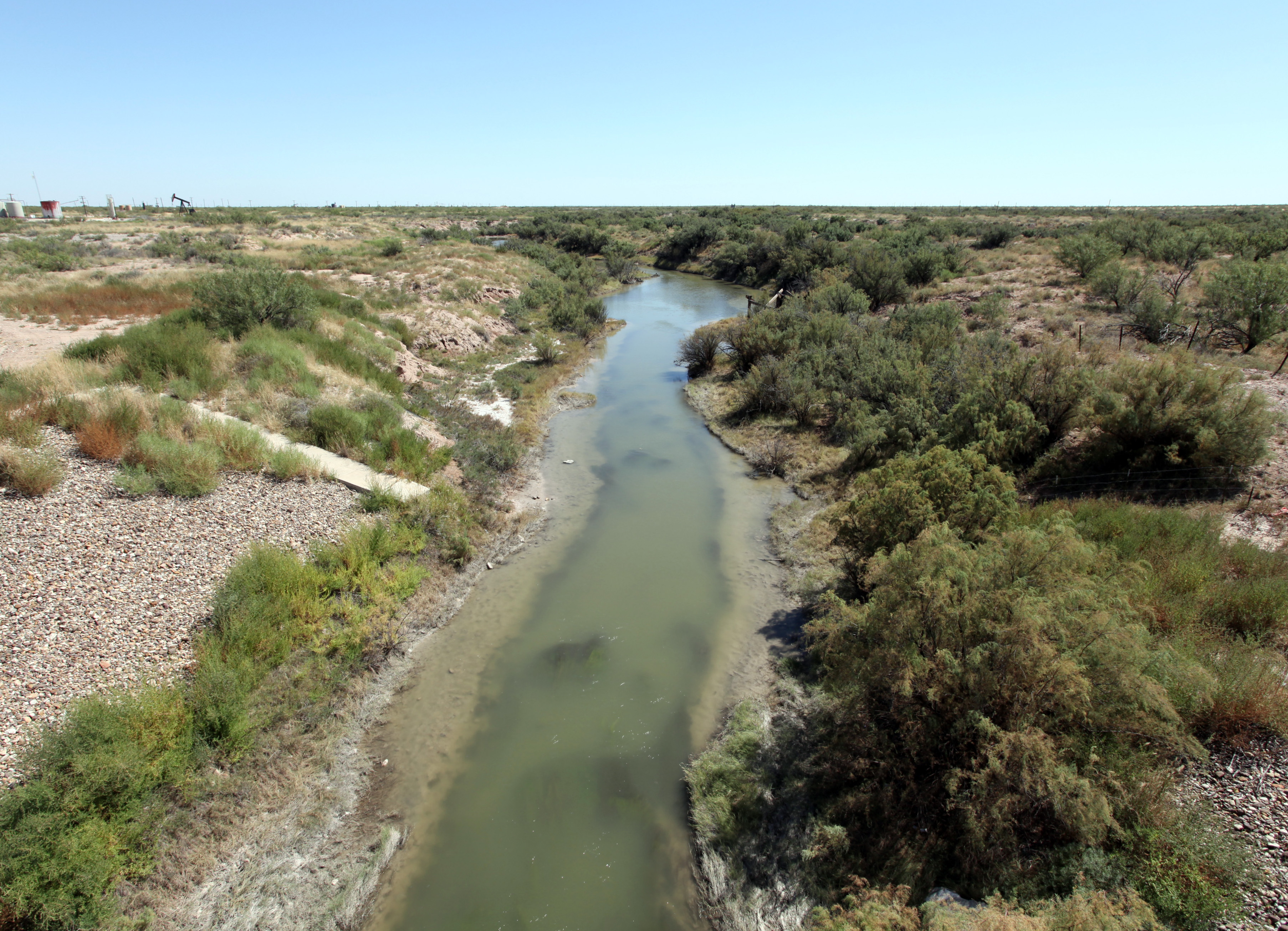
Unterlauf nahe Grandfalls in Texas
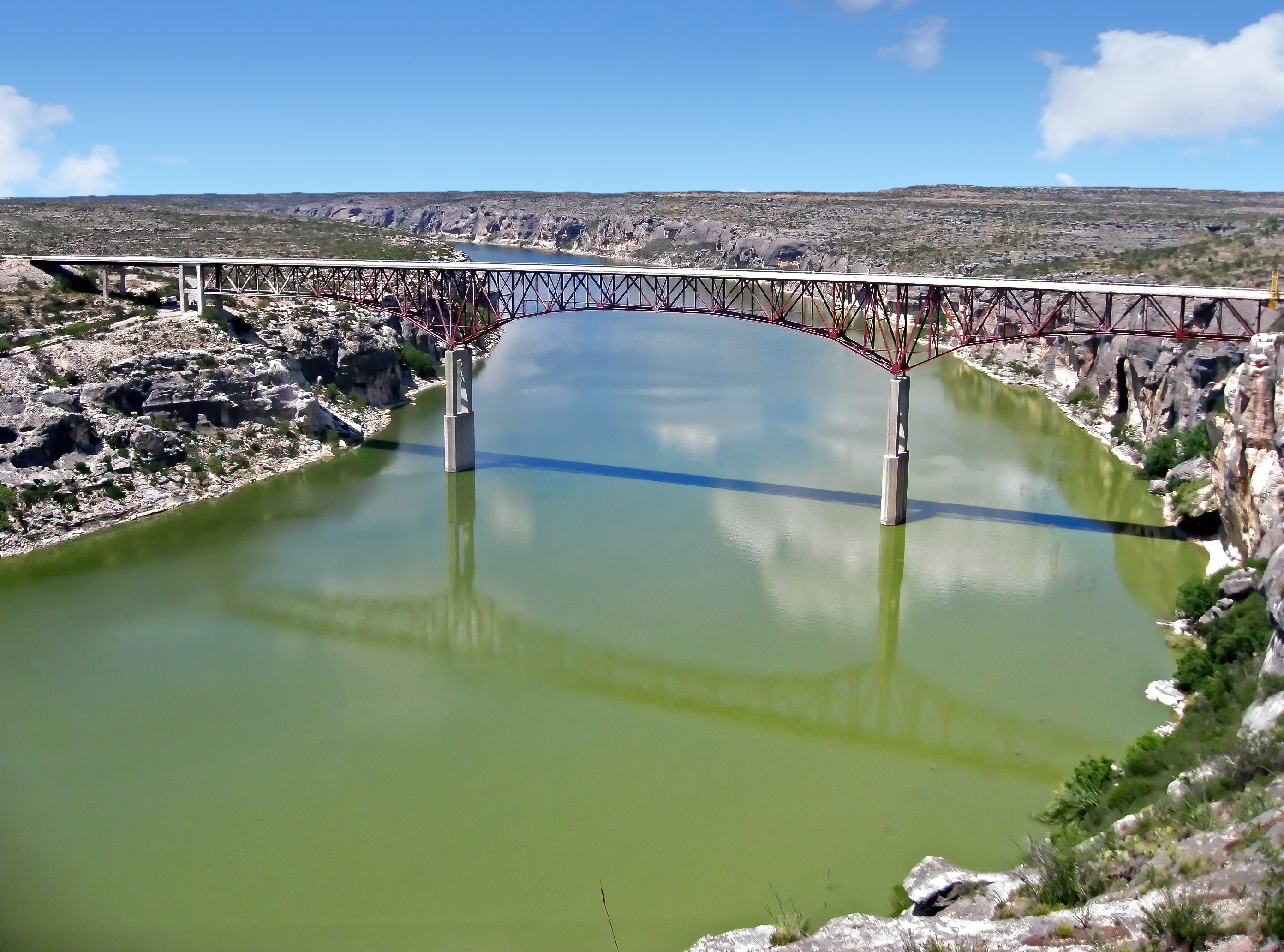
„Pecos River Highway Bridge“ (⊙) 2,3 km oberhalb der Mündung
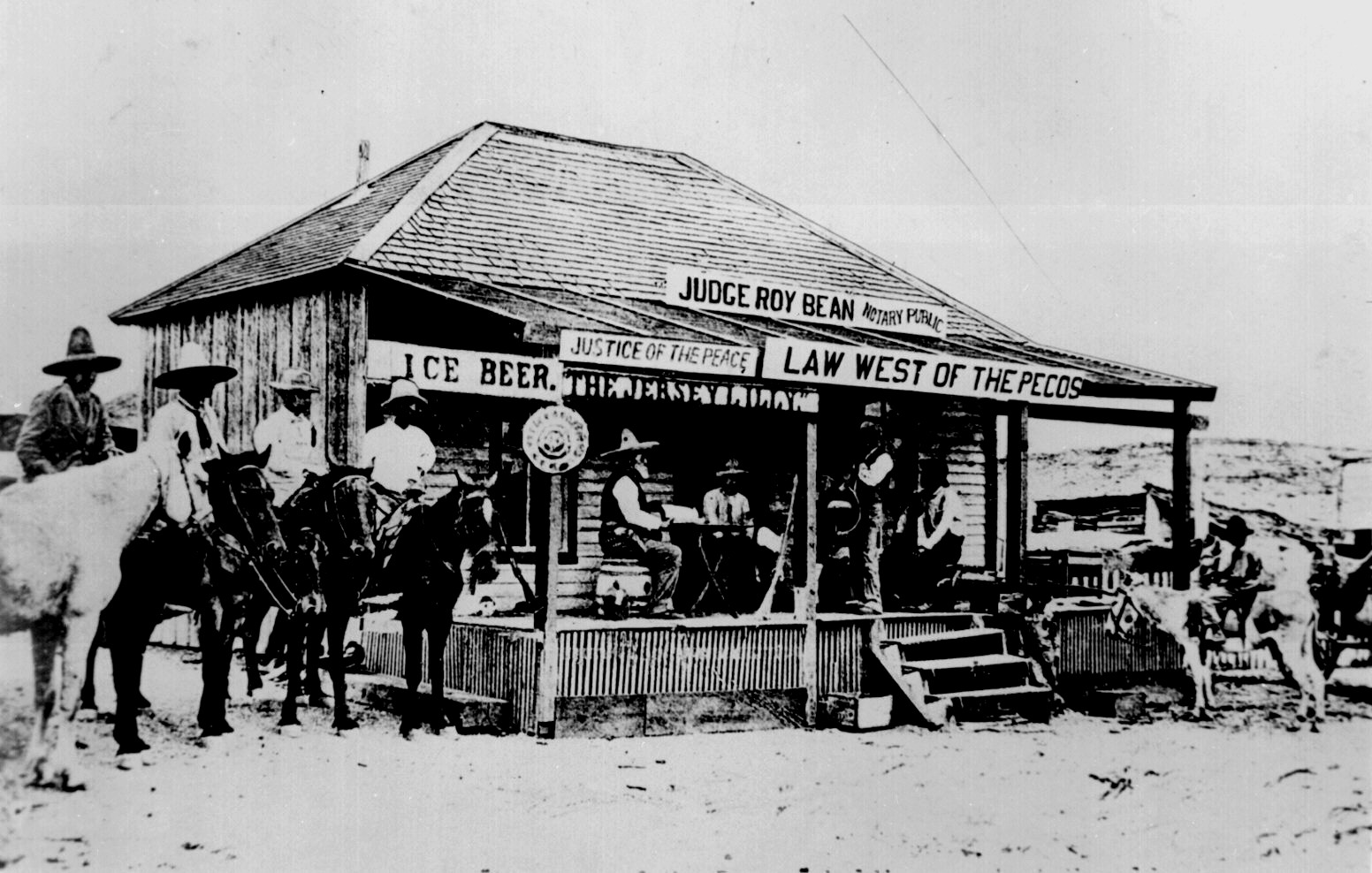
Saloon von Roy Bean in Langtry, Texas, mit der Aufschrift „Law West of the Pecos“ („Gesetz westlich des Pecos“)